# Matthias Gey
Matthias Gey   (Tauberbischofsheim, 7 de juliol de 1960) és un tirador d'esgrima alemany, ja retirat, especialista en floret, que va competir sota bandera de la República Federal Alemanya.
El 1984 va prendre part en els Jocs Olímpics d'Estiu de Los Angeles, on disputà dues proves del programa d'esgrima. En la competició del floret per equips guanyà la medalla de plata, mentre en la del floret individual fou sisè. Quatre anys més tard, als Jocs de Seül, tornà a disputar dues proves del programa d'esgrima. En la prova del floret per equips tornà a guanyar la medalla de plata, mentre en la del floret individual fou vuitè.
En el seu palmarès també destaquen set medalles en el Campionat del món d'esgrima, tres d'or, dues de plata i dues de bronze, entre el 1979 i el 1989, una medalla de plata en el Campionat d'Europa d'esgrima de 1982, i cinc campionats nacionals, el 1982, 1983, 1984, 1986 i 1990.